# Ottone
Ottone is een gemeente in de Italiaanse provincie Piacenza (regio Emilia-Romagna) en telt 675 inwoners (31-12-2004). De oppervlakte bedraagt 98,6 km², de bevolkingsdichtheid is 7,4 inwoners per km².
De volgende frazioni maken deel uit van de gemeente: Artana, Barchi, Belnome, Bertassi, Bogli, Campi, Gramizzola, Orezzoli, Orezzoli là, Orezzoli qua, Ottone Soprano, Toveraia, Traschio.

## Demografie
Ottone telt ongeveer 420 huishoudens. Het aantal inwoners daalde in de periode 1991-2001 met 18,1% volgens cijfers uit de tienjaarlijkse volkstellingen van ISTAT.
| Jaar | Inwoneraantal |
| ---- | ------------- |
| 1991 | 891           |
| 2001 | 730           |

## Geografie
De gemeente ligt op ongeveer 510 meter boven zeeniveau.
Ottone grenst aan de volgende gemeenten: Cabella Ligure (AL), Carrega Ligure (AL), Cerignale, Ferriere, Gorreto (GE), Rezzoaglio (GE), Rovegno (GE), Zerba.

## Externe link

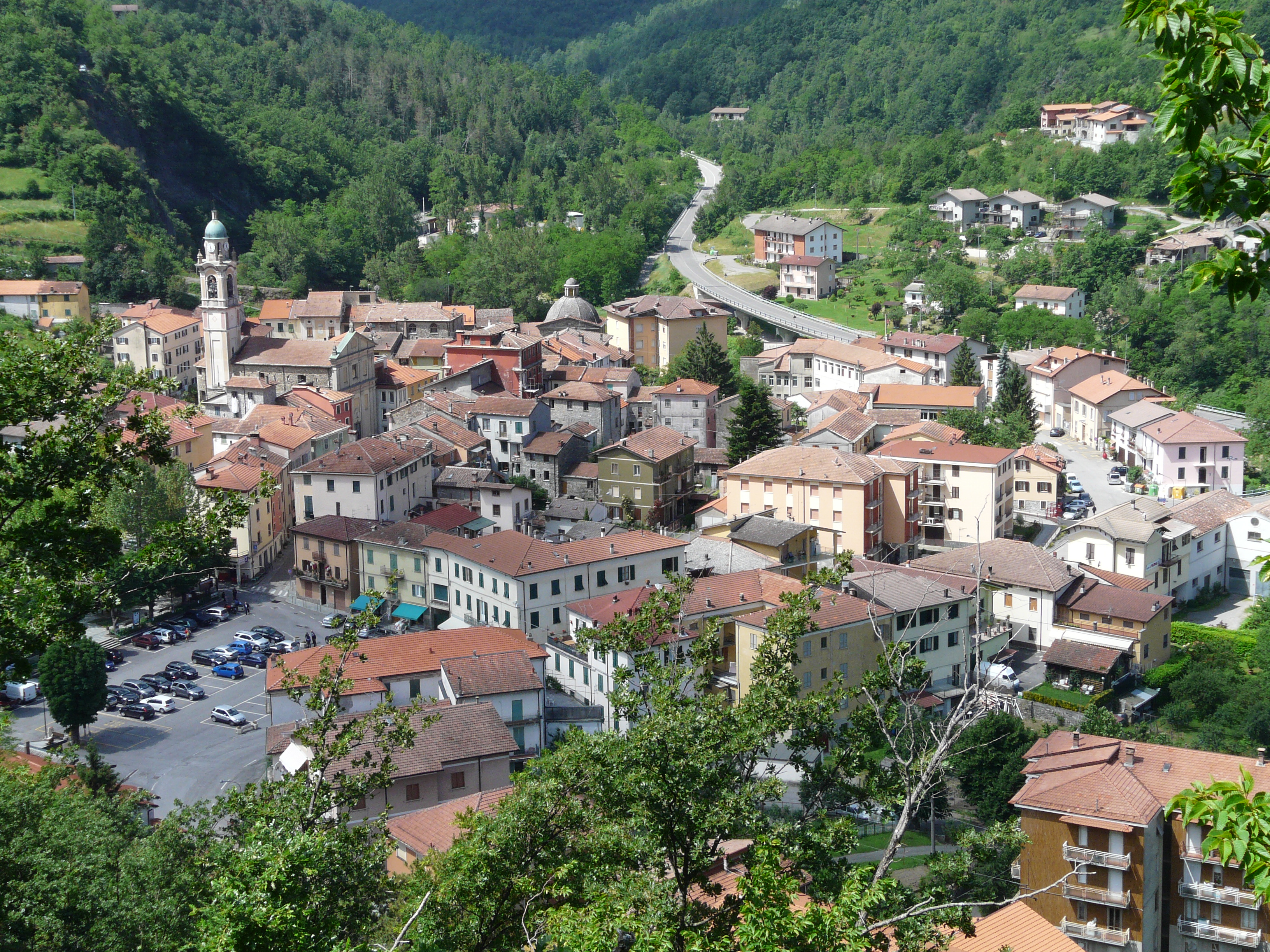
Ottone
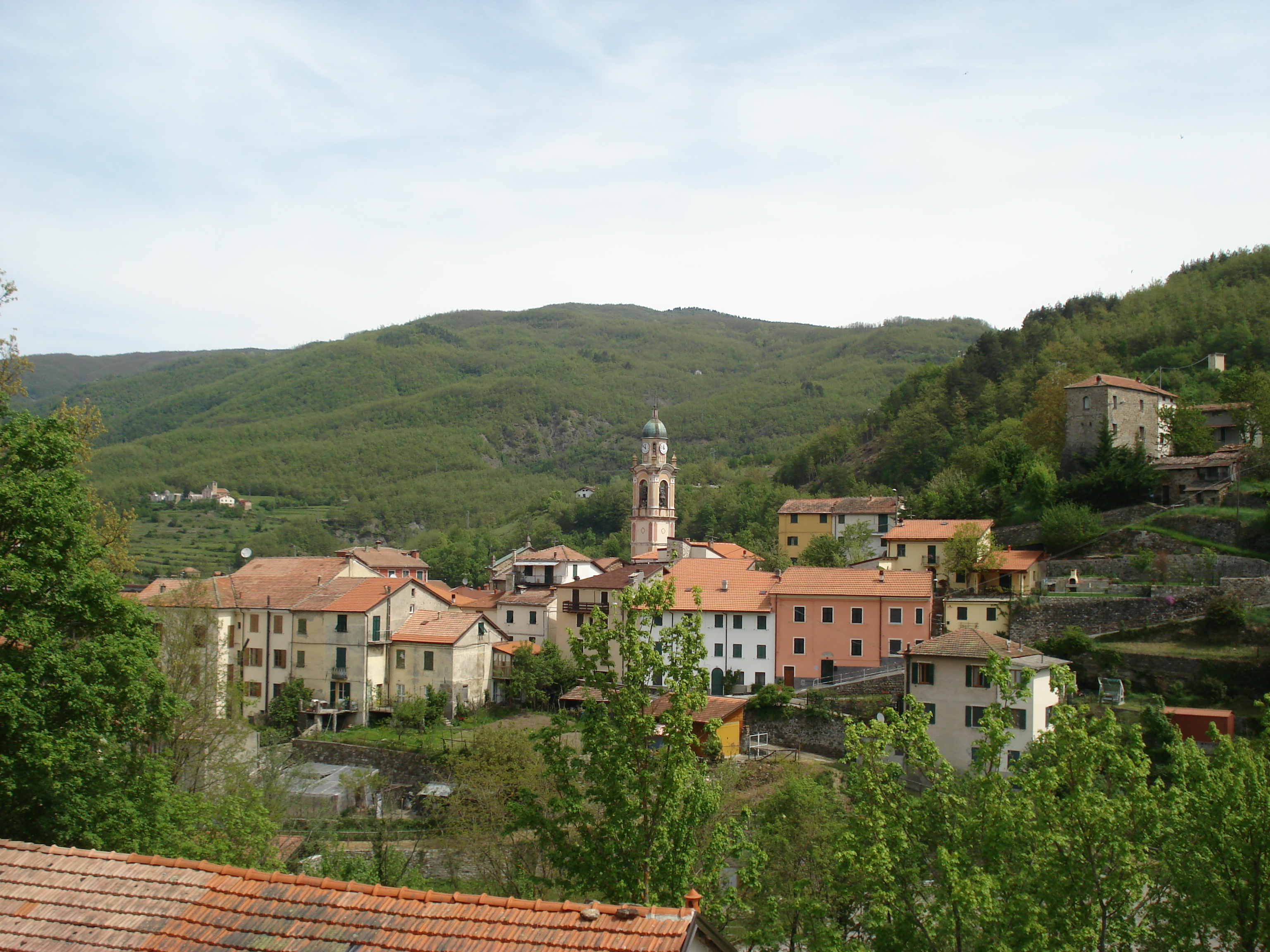
Ottone in de Trebbiavallei
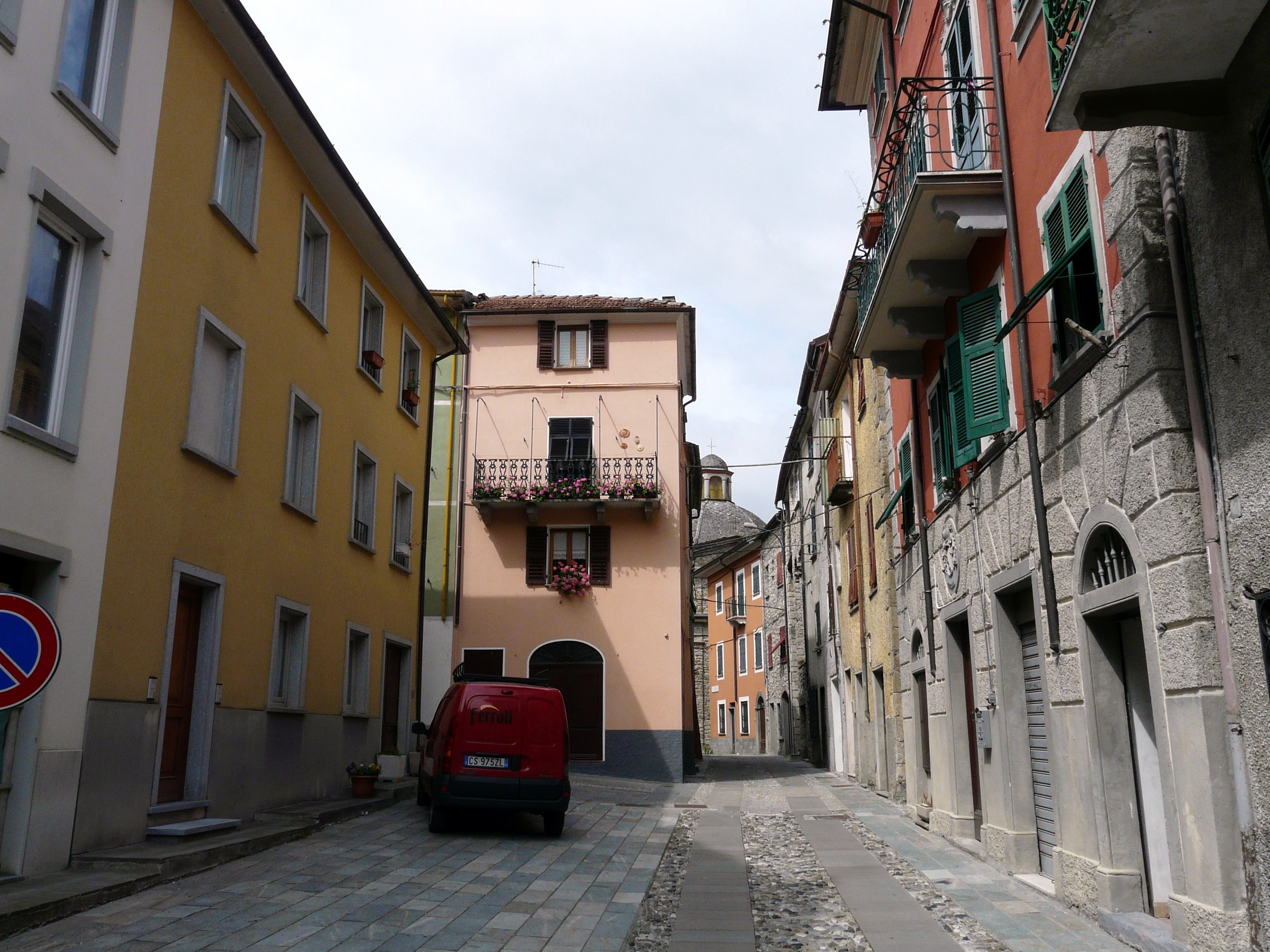
Centrum van Ottone
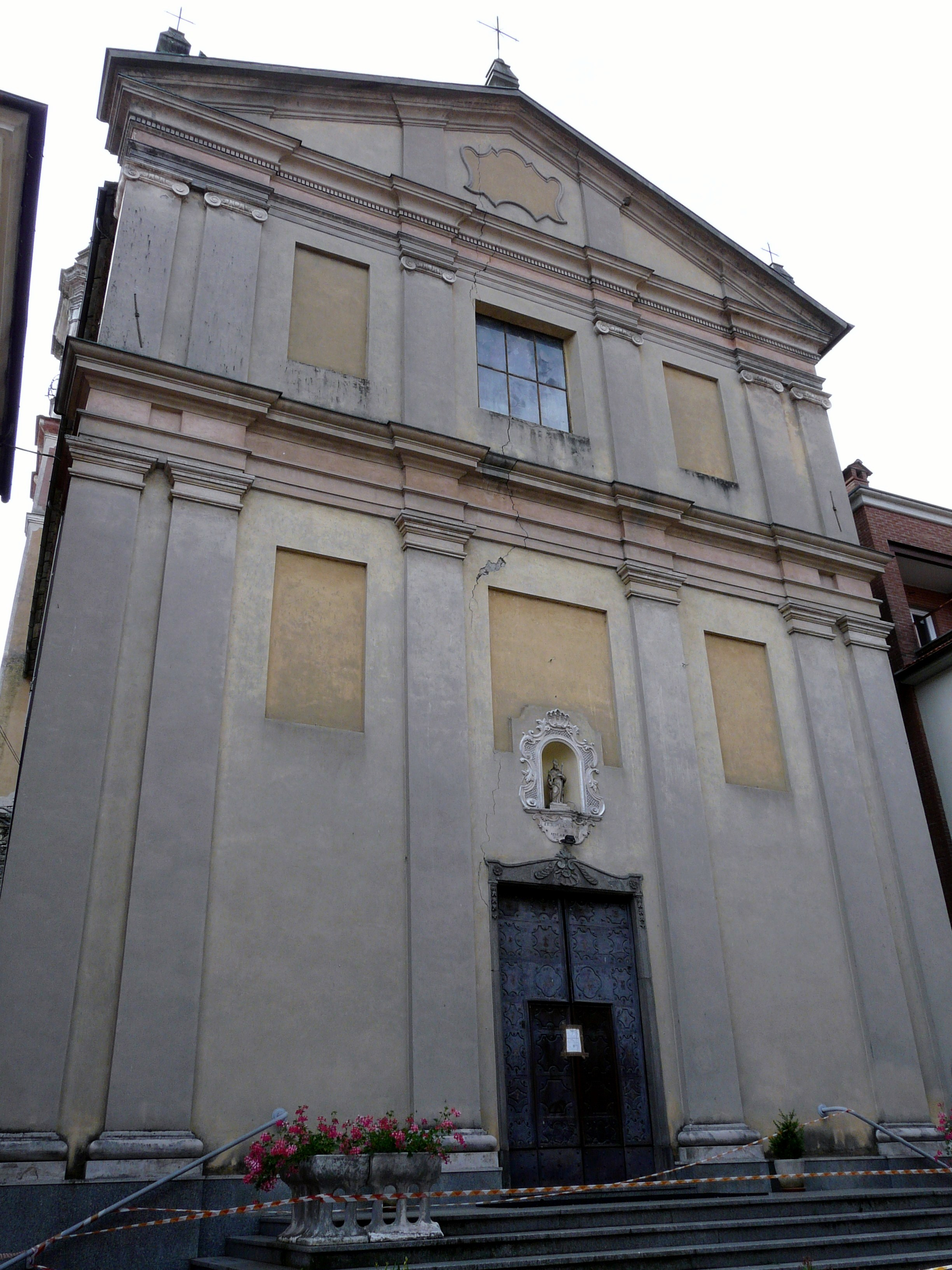
Kerk San Marziano, Ottone
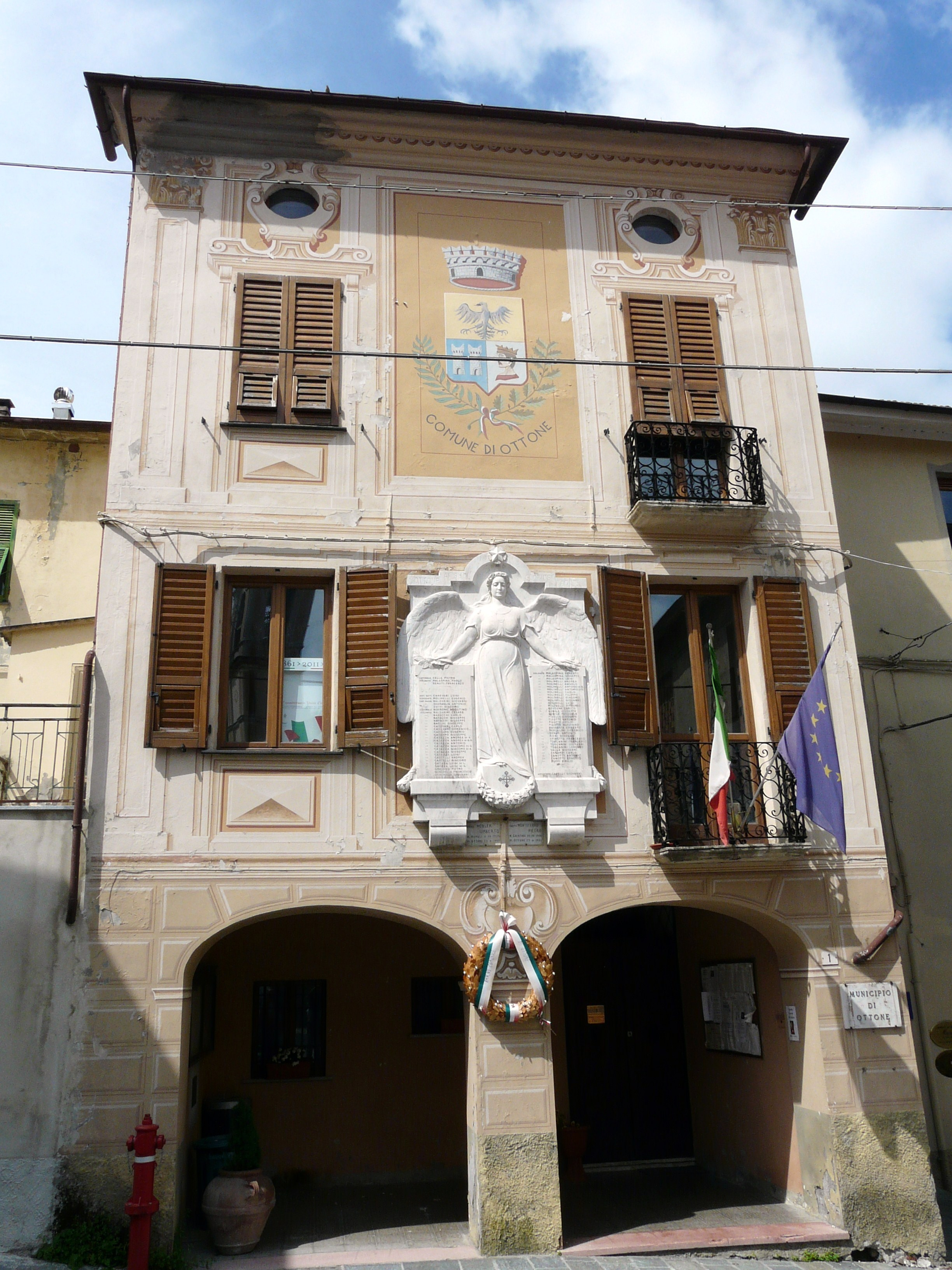
Gemeentehuis